# Михайловское сельское поселение (Томская область)
Миха́йловское се́льское поселе́ние — муниципальное образование (сельское поселение) в Зырянском районе Томской области, Россия. В состав поселения входят 6 населённых пунктов. Центр сельского поселения — село Михайловка. Население — 982 чел. (2021).
Первый населённый пункт — село Окунеево — был основан около 1797 года.

## География
Поселение располагается в центральной и восточной частях Зырянского района; на востоке и юге граничит с Тегульдетским районом и Кемеровской областью соответственно. Площадь — 2070 км².

## Населённые пункты и власть
| Населённый пункт | Население (01.08.2012) | Население (01.01.2013) |
| ---------------- | ---------------------- | ---------------------- |
| с. Михайловка    | 369                    | 366                    |
| с. Окунеево      | 541                    | 553                    |
| с. Тукай         | 33                     | 34                     |
| с. Туендат       | 173                    | 175                    |
| с. Вамболы       | 214                    | 218                    |
| с. Гагарино      | 207                    | 212                    |

Сельским поселением управляют глава поселения и Совет. Глава сельского поселения — Ермаков Олег Анатольевич.

## Экономика
Наибольшее число занятых работают в сфере сельского хозяйства, розничной торговли и на личных подсобных хозяйствах.
Разводят крупный рогатый скот, овец, лошадей, пчёл, свиней.

## Образование и культура
На территории поселения работают четыре школы — в Михайловке, Окунееве, Туендате и Вамбалах. Аналогичная ситуация и с домами культуры — по одному в тех же населённых пунктах, а также в Тукае. Работают пять фельдшерско-акушерских пунктов.